# Cúp bóng đá Ukraina 2008–09
Cúp bóng đá Ukraina 2008–09  là mùa giải thứ 18 của giải đấu bóng đá loại trực tiếp hàng năm ở Ukraina, còn có tên là DATAGROUP – Football Ukraine Cup, or Kubok of Ukraine. Đương kim vô địch là Shakhtar Donetsk.
Giải Cúp khởi tranh với vòng loại nơi mà các đội bóng từ Druha Liha và đội vô địch Cúp nghiệp dư tham gia. Ở vòng loại thứ hai, đội từ Persha Liha tham gia và sau đó ở Vòng 32 đội, các đội từ Giải vô địch quốc gia tham gia giải đấu cúp mùa này.
Đội vô địch sẽ giành quyền tham dự vòng play-off của UEFA Europa League 2009–10 với tư cách là đội vô địch Cúp bóng đá Ukraina. Vì một trong những đội vào chung kết, Shakhtar Donetsk, đã giành quyền tham dự giải đấu châu Âu mùa giải 2009–10 nhờ thứ hạng ở Giải vô địch quốc gia, nên Vorskla Poltava tự động giành quyền tham gia UEFA Europa League 2009–10.

## Phân bổ đội bóng
Có 62 đội tham gia vào giải đấu mùa này.

### Phân phối
|                             |                             | Đội bóng tham gia vòng này                                                                                 | Đội bóng vượt qua vòng trước         |
| --------------------------- | --------------------------- | --- | ------------------------------------ |
| Vòng loại thứ nhất (26 đội) | Vòng loại thứ nhất (26 đội) | - 25 đội từ Giải hạng nhì (xếp hạt giống thấp hơn) - 1 đội từ đội vô địch Cúp nghiệp dư (Yednist-2 Plysky) |                                      |
| Vòng loại thứ hai (32 đội)  | Vòng loại thứ hai (32 đội)  | - 17 đội từ Giải hạng nhất - 2 đội từ Giải hạng nhì (xếp hạt giống cao hơn)                                | - 13 đội thắng từ vòng loại thứ nhất |
| Vòng đấu chính (32 đội)     | Vòng đấu chính (32 đội)     | - 16 đội từ Giải vô địch quốc gia                                                                          | - 16 đội thắng từ vòng loại thứ hai  |

### Ngày thi đấu và bốc thăm
Tất cả các lễ bốc thăm đều diễn ra ở trụ sở FFU (Building of Football) ở Kiev.
| Giai đoạn      | Vòng đấu           | Ngày bốc thăm                                        | Ngày thi đấu                                         |
| -------------- | ------------------ | ---------------------------------------------------- | ---------------------------------------------------- |
| Vòng loại      | Vòng loại thứ nhất | 8 tháng 7 năm 2008                                   | 16 tháng 7 năm 2008                                  |
| Vòng loại      | Vòng loại thứ hai  | 22 tháng 7 năm 2008                                  | 4,6 tháng 8 năm 2008                                 |
| Vòng đấu chính | Vòng 32 đội        | 15 tháng 8 năm 2008                                  | 12–14 tháng 9 năm 2008                               |
| Vòng đấu chính | Vòng 16 đội        | 24 tháng 9 năm 2008                                  | 28–29 tháng 10 năm 2008                              |
| Vòng đấu chính | Tứ kết             | 31 tháng 10 năm 2008                                 | 11–12 tháng 11 năm 2008                              |
| Vòng đấu chính | Bán kết            | 19 tháng 11 năm 2008                                 | 22 tháng Tư - 13 tháng 5 năm 2009                    |
| Vòng đấu chính | Chung kết          | 31 tháng 5 năm 2009 tại Dnipro Arena, Dnipropetrovsk | 31 tháng 5 năm 2009 tại Dnipro Arena, Dnipropetrovsk |

## Lịch thi đấu

### Vòng loại thứ nhất
Vòng này có sự tham gia của 25 đội từ Druha Liha và đội vô địch Cúp bóng đá nghiệp dư Ukraina. Lễ bốc thăm diễn ra vào ngày 8 tháng 7 năm 2008 và các trận đấu diễn ra ngày 16 tháng 7 năm 2008.
| Veres Rivne           | 0–1          | FC Korosten              |  |
| Yednist-2 Plysky 1    | 3–0          | Hirnyk-Sport Komsomolsk  |  |
| Arsenal Bila Tserkva  | 3–1 2        | Shakhtar Sverdlovsk      |  |
| FC Poltava            | 4–1          | Arsenal Kharkiv          |  |
| Kremin Kremenchuk     | w/o 3        | Bukovyna Chernivtsi      |  |
| Podillya-Khmelnytskyi | 4–0          | Nafkom Brovary           |  |
| Olkom Melitopol       | 2–0          | Dnipro-75 Dnipropetrovsk |  |
| Titan Donetsk         | 0–1          | Yednist Plysky           |  |
| Nyva Vinnytsia        | 3–1 (s.h.p.) | Titan Armyansk           |  |
| Stal Dniprodzerzhynsk | 2–0          | Nyva Ternopil            |  |
| Ros' Bila Tserkva     | 1–3 4        | Bastion Illichivsk       |  |
| Zirka Kirovohrad      | 1–0          | Yavir Krasnopilya        |  |
| Olimpik Donetsk       | 4–1          | Hirnik Kryvyi Rih        |  |

Ghi chú:
- ^1  Vào vòng tiếp theo với tư cách vô địch Cúp nghiệp dư Ukraina 2007
- ^2  Trận đấu diễn ra tạ Obukhiv, Kiev Oblast
- ^3  Since Bukovyna không đến tham dự, Kremin vào vòng tiếp theoadvanced to the next round[3][4]
- ^4  Trận đấu diễn ra ở Borodianka vì sân nhà của Bila Tserkva Trudovi Reserve đang được xây dựng

### Vòng loại thứ hai
Vòng này có sự tham gia của tất cả 18 đội từ Persha Liha. Các đội bóng này được bốc thăm với 14 đội thắng ở vòng loại thứ nhất, với 2 trận đấu chỉ gồm các đội từ Persha Liha. Lễ bốc thăm diễn ra vào ngày 22 tháng 7 năm 2008 trong khi các trận đấu diễn ra vào ngày 6 tháng 8 năm 2008, nếu không có gì trở ngại.
| Olimpik Donetsk              | 0–4 5                | Zirka Kirovohrad            |  |
| FC Korosten                  | 1–3                  | Knyazha Schaslyve           |  |
| Yednist-2 Plysky             | 2–4                  | Dnister Ovidiopol           |  |
| Arsenal Bila Tserkva         | 1–3                  | Desna Chernihiv             |  |
| CSCA Kyiv                    | 2–1 (s.h.p.)         | FC Poltava                  |  |
| Kremin Kremenchuk            | 1–1 (s.h.p.), p. 2–4 | Komunalnyk Luhansk          |  |
| Podillya-Khmelnytskyi        | 1–2 (s.h.p.)         | Helios Kharkiv              |  |
| Olkom Melitopol              | 4–0                  | Yednist Plysky              |  |
| PFC Sevastopol               | 1–2 (s.h.p.)         | Feniks-Illichovets Kalinine |  |
| Bastion Illichivsk           | 2–3 (s.h.p.)         | Nyva Vinnytsia              |  |
| Stal Dniprodzerzhynsk        | 0–2                  | PFC Oleksandriya            |  |
| Obolon Kyiv                  | 3–1                  | Naftovyk-Ukrnafta Okhtyrka  |  |
| Dnipro Cherkasy              | 2–3 (s.h.p.)         | Stal Alchevsk               |  |
| Zakarpattia Uzhhorod         | 4–2 6                | Volyn Lutsk                 |  |
| Enerhetyk Burshtyn           | 0–1                  | Ihroservice Simferopol      |  |
| Prykarpattya Ivano-Frankivsk | 0–3                  | Krymteplitsia Molodizhne    |  |

Ghi chú
- ^5  Trận đấu diễn ra vào ngày tháng Tám 4, 2008[5]
- ^6  Trận đấu diễn ra ở Mukachevo

### Cặp đấu
| Vòng 32 đội              | Vòng 32 đội |  |                       | Vòng 16 đội          | Vòng 16 đội |  |  | Quarter-finals     | Quarter-finals |  |  | Semi-finals      | Semi-finals |  |  | Final            | Final |
|                          |             |  |                       |                      |             |  |  |                    |                |  |  |                  |             |  |  |                  |       |
| Illichivets Mariupol     | 0           |  |                       |                      |             |  |  |                    |                |  |  |                  |             |  |  |                  |       |
| Shakhtar Donetsk         | 3           |  |                       | Zakarpattia Uzhhorod | 1           |  |  |                    |                |  |  |                  |             |  |  |                  |       |
| Helios Kharkiv           | 0           |  | Shakhtar Donetsk      | 4                    |             |  |  |                    |                |  |  |                  |             |  |  |                  |       |
| Zakarpattia Uzhhorod     | 1           |  |                       |                      |             |  |  | Oleksandriya       | 1              |  |  |                  |             |  |  |                  |       |
| Oleksandriya             | 1           |  |                       |                      |             |  |  | Shakhtar Donetsk   | 2              |  |  |                  |             |  |  |                  |       |
| Karpaty Lviv             | 0           |  |                       | Oleksandriya         | 1p          |  |  |                    |                |  |  |                  |             |  |  |                  |       |
| Krymteplitsia Molodizhne | 1           |  | Dnipro Dnipropetrovsk | 1                    |             |  |  |                    |                |  |  |                  |             |  |  |                  |       |
| Dnipro Dnipropetrovsk    | 3           |  |                       |                      |             |  |  |                    |                |  |  | Shakhtar Donetsk | 1           |  |  |                  |       |
| Olkom Melitopol          | 0           |  |                       |                      |             |  |  |                    |                |  |  | Dynamo Kyiv      | 0           |  |  |                  |       |
| Dynamo Kyiv              | 5           |  |                       | Dynamo Kyiv          | 2           |  |  |                    |                |  |  |                  |             |  |  |                  |       |
| Ihroservice Simferopol   | 0           |  | Zorya Luhansk         | 0                    |             |  |  |                    |                |  |  |                  |             |  |  |                  |       |
| Zorya Luhansk            | 2           |  |                       |                      |             |  |  | Stal Alchevsk      | 1              |  |  |                  |             |  |  |                  |       |
| Nyva Vinnytsia           | 1           |  |                       |                      |             |  |  | Dynamo Kyiv        | 4              |  |  |                  |             |  |  |                  |       |
| Stal Alchevsk            | 4           |  |                       | Stal Alchevsk        | 2           |  |  |                    |                |  |  |                  |             |  |  |                  |       |
| Knyazha Schaslyve        | 0           |  | Lviv                  | 0                    |             |  |  |                    |                |  |  |                  |             |  |  |                  |       |
| Lviv                     | 2           |  |                       |                      |             |  |  |                    |                |  |  |                  |             |  |  | Vorskla Poltava  | 1     |
| CSKA Kyiv                | 0           |  |                       |                      |             |  |  |                    |                |  |  |                  |             |  |  | Shakhtar Donetsk | 0     |
| Tavriya Simferopol       | 3           |  |                       | Feniks-Illichovets   | 0           |  |  |                    |                |  |  |                  |             |  |  |                  |       |
| Feniks-Illichovets       | 2           |  | Tavriya Simferopol    | 2                    |             |  |  |                    |                |  |  |                  |             |  |  |                  |       |
| Kryvbas Kryvyi Rih       | 1           |  |                       |                      |             |  |  | Tavriya Simferopol | 1              |  |  |                  |             |  |  |                  |       |
| Dnister Ovidiopol        | 1           |  |                       |                      |             |  |  | Metalist Kharkiv   | 2              |  |  |                  |             |  |  |                  |       |
| Metalist Kharkiv         | 4           |  |                       | Metalist Kharkiv     | 3           |  |  |                    |                |  |  |                  |             |  |  |                  |       |
| Komunalnyk Luhansk       | 0           |  | Arsenal Kyiv          | 1                    |             |  |  |                    |                |  |  |                  |             |  |  |                  |       |
| Arsenal Kyiv             | 3           |  |                       |                      |             |  |  |                    |                |  |  | Metalist Kharkiv | 0           |  |  |                  |       |
| Zirka Kirovohrad         | 0           |  |                       |                      |             |  |  |                    |                |  |  | Vorskla Poltava  | 0*          |  |  |                  |       |
| Vorskla Poltava          | 1           |  |                       | Obolon Kyiv          | 1           |  |  |                    |                |  |  |                  |             |  |  |                  |       |
| Obolon Kyiv              | 1           |  | Vorskla Poltava       | 4                    |             |  |  |                    |                |  |  |                  |             |  |  |                  |       |
| Chornomorets Odessa      | 0           |  |                       |                      |             |  |  | Metalurh Donetsk   | 0              |  |  |                  |             |  |  |                  |       |
| Metalurh Zaporizhya      | 2           |  |                       |                      |             |  |  | Vorskla Poltava    | 1              |  |  |                  |             |  |  |                  |       |
| Metalurh Donetsk         | 3           |  |                       | Kharkiv              | 0           |  |  |                    |                |  |  |                  |             |  |  |                  |       |
| Desna Chernihiv          | 1           |  | Metalurh Donetsk      | 2                    |             |  |  |                    |                |  |  |                  |             |  |  |                  |       |
| Kharkiv                  | 4           |  |                       |                      |             |  |  |                    |                |  |  |                  |             |  |  |                  |       |

### Vòng 32 đội
Vòng này có sự tham gia của tất cả 16 đội từ Giải vô địch quốc gia. Các đội bóng này được bốc thăm với 16 đội thắng từ vòng trước, là các đội sẽ được chơi trên sân nhà vòng này. Lễ bốc thăm diễn ra vào ngày 15 tháng 8 năm 2008 trong khi các trận đấu diễn ra vào ngày 13 tháng 9 năm 2008, nếu không có gì trở ngại.
| Illichivets Mariupol (PL) | 0 – 3    | (PL) Shakhtar Donetsk                       |
| ------------------------- | -------- | ------------------------------------------- |
|                           | Chi tiết | Jádson 40' · Ilsinho 69' · Luiz Adriano 81' |

| Feniks-Illichovets Kalinine (1L) | 2 – 1    | (PL) Kryvbas Kryvyi Rih |
| -------------------------------- | -------- | ----------------------- |
| Patula 31' · Prokopchenko 79'    | Chi tiết | Hrytsuk 75'             |

| Helios Kharkiv (1L) | 0 – 1    | (1L) Zakarpattia Uzhhorod |
| ------------------- | -------- | ------------------------- |
|                     | Chi tiết | Yarosh 47' (ph.đ.)        |

| Komunalnyk Luhansk (1L) | 0 – 3    | (PL) Arsenal Kyiv                      |
| ----------------------- | -------- | -------------------------------------- |
|                         | Chi tiết | Lysenko 28' · Benio 44' · Mandziuk 89' |

| Zirka Kirovohrad (2L) | 0 – 1    | (PL) Vorskla Poltava |
| --------------------- | -------- | -------------------- |
|                       | Chi tiết | Yarmash 43'          |

| CSCA Kyiv (2L) | 0 – 3    | (PL) Tavriya Simferopol           |
| -------------- | -------- | --------------------------------- |
|                | Chi tiết | Homeniuk 35', 45+1' · Galiuza 67' |

| Dnister Ovidiopol (1L) | 1 – 4    | (PL) Metalist Kharkiv          |
| ---------------------- | -------- | ------------------------------ |
| Zalevsky 83'           | Chi tiết | Dević 21', 80' · Jajá 24', 30' |

| Knyazha Schaslyve (1L) | 0 – 2    | (PL) FC Lviv              |
| ---------------------- | -------- | ------------------------- |
|                        | Chi tiết | Kitsuta 60' · Khudzik 68' |

| Olkom Melitopol (2L) | 0 – 5    | (PL) Dynamo Kyiv                                |
| -------------------- | -------- | ----------------------------------------------- |
| Shudrik 63' (l.n.)   | Chi tiết | Yarmolenko 8', 71' · Asatiani 14' · Kravets 45' |

| Metalurh Zaporizhya (PL) | 2 – 3    | (PL) Metalurh Donetsk                       |
| ------------------------ | -------- | ------------------------------------------- |
| Vernydub 5' · Alozi 16'  | Chi tiết | Berezovchuk 7' · Sytnik 31' · Tymchenko 90' |

| Krymteplitsia Molodizhne (1L) | 1 – 3 (s.h.p.) | (PL) Dnipro Dnipropetrovsk             |
| ----------------------------- | -------------- | -------------------------------------- |
| Saranchukov 89' (ph.đ.)       | Chi tiết       | Bielik 9', 105' · Ferreira 93' (ph.đ.) |

| Desna Chernihiv (1L) | 1 – 4    | (PL) FC Kharkiv                                        |
| -------------------- | -------- | ------------------------------------------------------ |
| Kucherenko 69'       | Chi tiết | Ribeiro 24' · Platon 66' · Batista 67' · Boychenko 83' |

| PFC Oleksandriya (1L) | 1 – 0    | (PL) Karpaty Lviv |
| --------------------- | -------- | ----------------- |
| Shupik 39'            | Chi tiết |                   |

| Obolon Kyiv (1L) | 1 – 0 (s.h.p.) | (PL) Chornomorets Odessa |
| ---------------- | -------------- | ------------------------ |
| Klymenko 114'    | Chi tiết       | Shandruk 113'            |

| Ihroservice Simferopol (1L) | 0 – 2    | (PL) Zorya Luhansk        |
| --------------------------- | -------- | ------------------------- |
|                             | Chi tiết | Godoi 81' · Kameniuka 90' |

| Nyva Vinnytsia (2L) | 1 – 4    | (1L) Stal Alchevsk                               |
| ------------------- | -------- | ------------------------------------------------ |
| Paskiv 76'          | Chi tiết | Akymenko 33', 40' · Mishchenko 59' · Shavrin 79' |

Ghi chú:

### Vòng 16 đội
Vòng này có sự tham gia của các đội thắng ở vòng trước (11 đội từ Giải vô địch quốc gia và 5 đội từ Persha Liha). Việc bốc thăm là ngẫu nhiên và diễn ra ngày 24 tháng 9 năm 2008. Các trận đấu diễn ra vào ngày 29 tháng 10 năm 2008, nếu không có gì trở ngại.
| Obolon Kyiv (1L)                                 | 1 – 4    | (PL) Vorskla Poltava                        |
| ------------------------------------------------ | -------- | ------------------------------------------- |
| Onysko 14' · Karmalita 24' · Lozinsky 78' (l.n.) | Chi tiết | Kulakov 18' · Kravchenko 81' · Sachko 90+2' |

| Zakarpattia Uzhhorod (1L) | 1 – 4    | (PL) Shakhtar Donetsk                                      |
| ------------------------- | -------- | ---------------------------------------------------------- |
| Kostiuk 71'               | Chi tiết | Selezniov 14' · Willian 48' · Moreno 63' · Raț 87' (ph.đ.) |

| Feniks-Illichovets Kalinine (1L) | 0 – 2    | (PL) Tavriya Simferopol      |
| -------------------------------- | -------- | ---------------------------- |
|                                  | Chi tiết | Zborovsky 51' · Homeniuk 75' |

| Stal Alchevsk (1L)          | 2 – 0    | (PL) FC Lviv |
| --------------------------- | -------- | ------------ |
| Nazarenko 28' · Havrysh 88' | Chi tiết |              |

| PFC Oleksandriya (1L) | 1 – 1 (s.h.p.) p. 6–5 7 | (PL) Dnipro Dnipropetrovsk |
| --------------------- | ----------------------- | -------------------------- |
| Postolatyev 38'       | Chi tiết                | Karnoza 4'                 |

| FC Kharkiv (PL) | 0 – 2    | (PL) Metalurh Donetsk      |
| --------------- | -------- | -------------------------- |
|                 | Chi tiết | Fabinho 22' · Kingsley 62' |

| Dynamo Kyiv (PL)            | 2 – 0    | (PL) Zorya Luhansk |
| --------------------------- | -------- | ------------------ |
| Yarmolenko 16' · Sablić 21' | Chi tiết | Korotetsky 77' 82' |

| Metalist Kharkiv (PL)                         | 3 – 1    | (PL) Arsenal Kyiv        |
| --------------------------------------------- | -------- | ------------------------ |
| Koval 6' · Obradović 28' (ph.đ.) · Zézé 90+3' | Chi tiết | Starhorodsky 69' (ph.đ.) |

Ghi chú:
- ^7  Cầu thủ sút phạt đền không chính xác của Oleksandria - Andriy Hitchenko, của Dnipro - Vitaliy Denisov và Andriy Vorobey.

### Tứ kết
Lễ bốc thăm diễn ra vào ngày 31 tháng 10 năm 2008 và ngẫu nhiên. Các trận đấu diễn ra vào ngày 12 tháng 11 năm 2008.
| PFC Oleksandriya (1L) | 1 – 2    | (PL) Shakhtar Donetsk                 |
| --------------------- | -------- | ------------------------------------- |
| Kazaniuk 41'          | Chi tiết | Selezniov 34' (ph.đ.) · Hladkyy 90+2' |

| Stal Alchevsk (1L) | 1 – 4    | (PL) Dynamo Kyiv                                            |
| ------------------ | -------- | ----------------------------------------------------------- |
| Nazarenko 63'      | Chi tiết | Cernat 14', 28' · Yarmolenko 36', 90+2' · Sablić 56' (l.n.) |

| Tavriya Simferopol (PL) | 1 – 2    | (PL) Metalist Kharkiv   |
| ----------------------- | -------- | ----------------------- |
| Kovpak 85'              | Chi tiết | Zézé 55' · Trišović 80' |

| Metalurh Donetsk (PL) | 0 – 1    | (PL) Vorskla Poltava |
| --------------------- | -------- | -------------------- |
|                       | Chi tiết | Kravchenko 2'        |

Ghi chú:

### Bán kết
Lễ bốc thăm diễn ra vào ngày tháng 19 Mười Một 2008 và ngẫu nhiên. Các trận đấu dự kiến diễn ra vào ngày 22 tháng 4 năm 2009.
| Metalist Kharkiv (PL) | 0 – 0    | (PL) Vorskla Poltava |
| --------------------- | -------- | -------------------- |
|                       | Chi tiết |                      |

| Vorskla Poltava (PL) | 2 – 0    | (PL) Metalist Kharkiv |
| -------------------- | -------- | --------------------- |
| Sachko 12', 31'      | Chi tiết |                       |

| Shakhtar Donetsk (PL) | 1 – 0    | (PL) Dynamo Kyiv |
| --------------------- | -------- | ---------------- |
| Lewandowski 83'       | Chi tiết |                  |

Ghi chú:

### Chung kết
Chung kết Cúp bóng đá Ukraina diễn ra trên sân Dnipro Stadium, Dnipropetrovsk ngày 31 tháng 5 năm 2009.
| Vorskla Poltava (PL) | 1 – 0    | (PL) Shakhtar Donetsk |
| -------------------- | -------- | --------------------- |
| Sachko 50'           | Chi tiết | Fernandinho 57'       |

## Danh sách ghi bàn nhiều nhất
Status on tháng Sáu 1, 2009
| Cầu thủ              | Số bàn thắng | Đội bóng             |
| -------------------- | ------------ | -------------------- |
| Andriy Yarmolenko    | 5            | Dynamo Kyiv          |
| Vasyl Sachko         | 4            | Vorskla Poltava      |
| Oleksandr Akymenko   | 3            | Stal Alchevsk        |
| Ruslan Yarosh        | 3            | Zakarpattia Uzhhorod |
| Kostiantyn Dudchenko | 3            | OLKOM/Dynamo         |
| Volodymyr Homenyuk   | 3            | Tavriya/Dnipro       |

Các cầu thủ in đậm vẫn còn thi đấu. Thống kê có thể tìm thấy tại RSSSF web-site.